# Liste der Biografien/Koli
Liste der Biografien |
Portal Biografien |
Personensuche
# |
A |
B |
C |
D |
E |
F |
G |
H |
I |
J |
K |
L |
M |
N |
O |
P |
Q |
R |
S |
T |
U |
V |
W |
X |
Y |
Z |
?
 
Ka |
Kb |
Kc |
Kd |
Ke |
Kf |
Kg |
Kh |
Ki |
Kj |
Kl |
Km |
Kn |
Ko |
Kp |
Kr |
Ks |
Kt |
Ku |
Kv |
Kw |
Ky |
Kx |
Kz
 
Koa |
Kob |
Koc |
Kod |
Koe |
Kof |
Kog |
Koh |
Koi |
Koj |
Kok |
Kol |
Kom |
Kon |
Koo |
Kop |
Kor |
Kos |
Kot |
Kou |
Kov |
Kow |
Kox |
Koy |
Koz
 
Kola |
Kolb |
Kolc |
Kold |
Kole |
Kolf |
Kolg |
Kolh |
Koli |
Kolj |
Kolk |
Koll |
Kolm |
Koln |
Kolo |
Kolp |
Kolr |
Kols |
Kolt |
Kolu |
Kolv |
Kolw |
Koly |
Kolz
Die Liste der Biografien führt alle Personen auf, die in der deutschsprachigen Wikipedia einen Artikel haben. Dieses ist eine Teilliste mit 54 Einträgen von Personen, deren Namen mit den Buchstaben „Koli“ beginnt.

## Koli
- Koli, Aissa, Herrscherin im Kanem-Bornu-Reich (Nigeria)
- Koli, Ousman (* 1988), gambischer Fußballspieler

### Kolib
- Kolibri (* 1951), deutscher Maler, Grafiker, Karikaturist und Illustrator

### Kolic
- Kölichen, Ernst Albrecht von (1766–1840), preußischer Landrat, Major, Gutsbesitzer
- Kölichen, Ernst Hermann von (1739–1805), preußischer Generalmajor, Chef des Leibkürassierregiments, Erbherr auf Kupferberg, Rosenau und Comprachschütz
- Kölichen, Friedrich von (1844–1915), deutscher Rittergutsbesitzer und Parlamentarier

### Kolig
- Kølig Kaj (* 1971), dänischer Rapper
- Kolig, Anton (1886–1950), österreichischer Maler
- Kolig, Cornelius (1942–2022), österreichischer Maler
- Koligiannis, Konstantinos (1909–1979), griechischer Politiker und kommunistischer Parteiführer

### Kolik
- Kolíková, Mária (* 1974), slowakische Rechtsanwältin und Politikerin

### Kolim
- Kolimba, Susan (* 1964), tansanische Politikerin und Hochschullehrerin
- Kolimin, Pamphile, beninischer Fußballspieler

### Kolin
- Kolin, Karl Kaspar (1723–1792), Zuger Pannerherr, Landvogt und Militär
- Kolin, Karl Kaspar (1734–1801), Zuger Stabführer, Landammann, Pannerherr und Unternehmer
- Kolin, Leodegar Anton (1694–1772), Zuger Pannerherr, Militär und Priester
- Kolin, Nikolai Fjodorowitsch (1878–1973), russischer Schauspieler
- Kolin, Peter († 1422), Schweizer Obervogt, Pannerherr und Ammann
- Kolin, Wolfgang († 1558), Zuger Pannerherr, Landvogt und Offizier
- Koling, Egon (* 1935), deutscher Kommunalpolitiker (CDU) und Bürgermeister der Stadt Greven
- Kolingba, André (1935–2010), zentralafrikanischer Politiker, Präsident der Zentralafrikanischen Republik
- Kolinger, Dubravko (* 1975), deutscher Fußballspieler
- Kolinka, Ginette (* 1925), französische Überlebende und Zeitzeugin des Holocaust
- Kolinka, Roman (* 1986), französischer FilmschauspielerRoman Kolinka (* 1986)

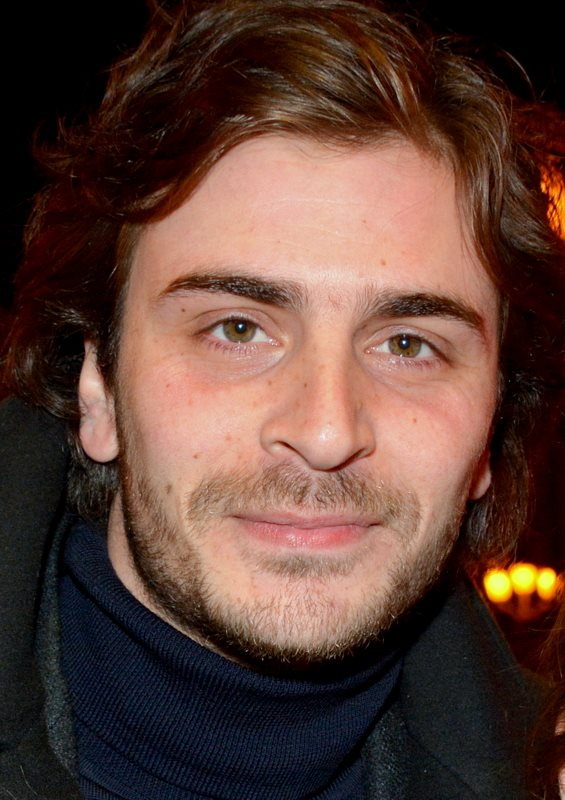
Roman Kolinka (* 1986)

- Koliņko, Aleksandrs (* 1975), lettischer Fußballtorhüter
- Kolinske, Billy (* 1986), US-amerikanischer Beachvolleyballspieler
- Kolinske, Kelley (* 1992), US-amerikanische Beachvolleyballspielerin
- Kolinski, Mieczyslaw (1901–1981), polnischer Musikethnologe, Musiktheoretiker, Komponist, Pianist und Pädagoge
- Kolinsky, Eva (1940–2005), deutsch-britische Germanistin, Soziologin und Hochschullehrerin

### Kolio
- Kolios, Nestoras (* 2001), griechischer Leichtathlet
- Koliou, Konstantina, griechische Botschafterin

### Kolip
- Kolip, Petra (* 1961), deutsche Psychologin und Buchautorin

### Koliq
- Koliqi, Mikel (1902–1997), albanischer Kardinal der römisch-katholischen Kirche

### Kolis
- Kolisch, Dora (1887–1962), deutsche Malerin in der Lausitz
- Kolisch, Ignaz von (1837–1889), österreichisch-ungarischer Schachspieler und Bankier
- Kolisch, Rudolf (1896–1978), österreichisch-amerikanischer Violinist
- Kolisch, Sigmund (1816–1886), österreichischer Dichter, Journalist und Historiker
- Kolischer, Guillermo (1890–1970), polnisch-uruguayischer Pianist und Musikpädagoge
- Kolischer, Heinrich (1853–1932), Industrieller, Bankier und Politiker, Mitglied des Sejm
- Koliševski, Lazar (1914–2000), mazedonischer und jugoslawischer Politiker
- Kolisi, Siya (* 1991), südafrikanischer RugbyspielerSiya Kolisi (* 1991)

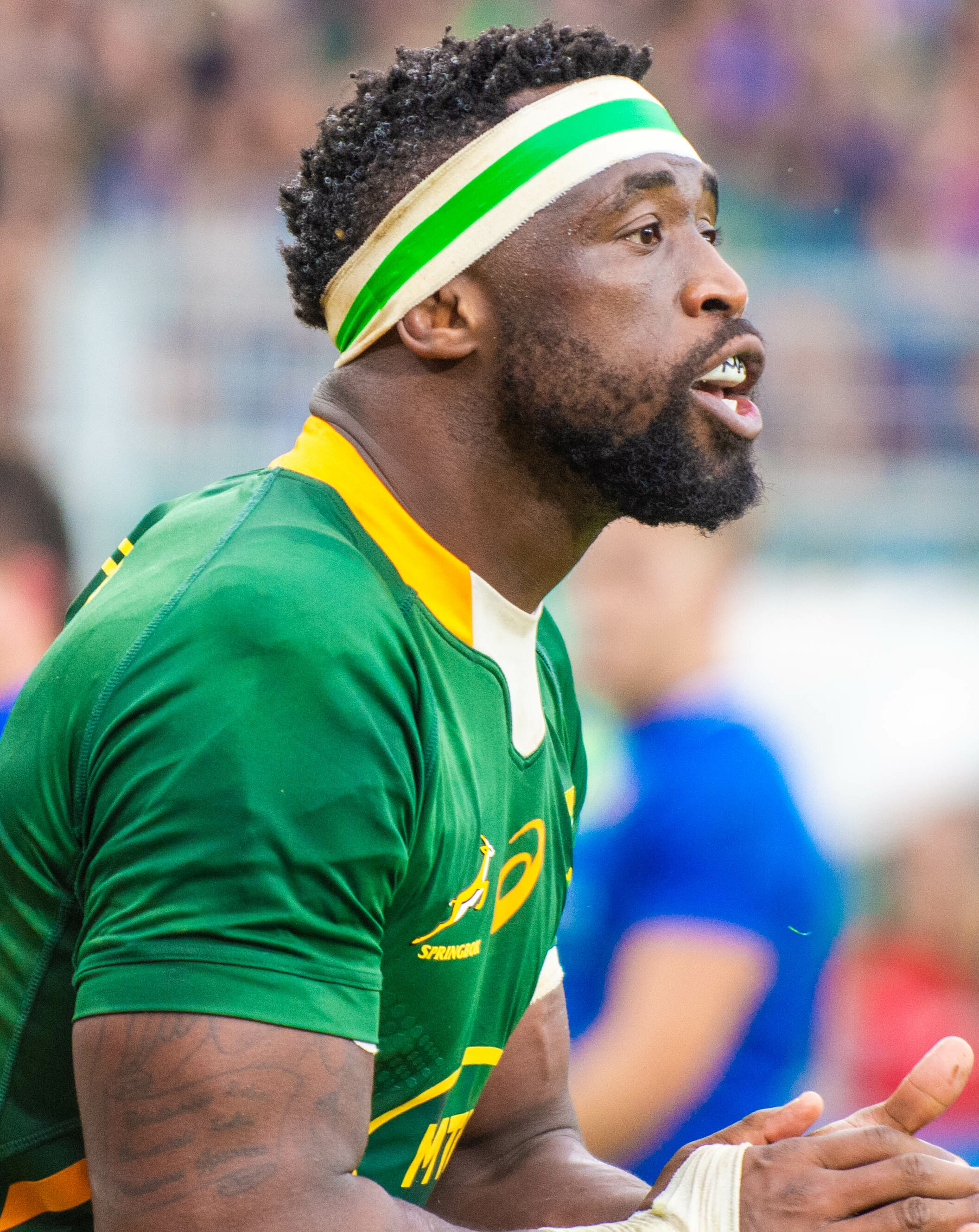
Siya Kolisi (* 1991)

- Kolisko, Alexander (1857–1918), österreichischer Pathologe und Gerichtsmediziner
- Kolisko, Eugen (1893–1939), österreichischer Anthroposoph, Arzt und Waldorflehrer
- Kolisko, Lili (1889–1976), österreichische Anthroposophin
- Kolisko, Rudolf (1859–1942), österreichischer Jurist und Politiker (DVP)

### Kolit
- Kolitsch, Richard (1989–2014), deutscher Fußballspieler
- Kolitsch, Uwe (* 1966), deutscher Mineraloge
- Kolitscher, Tino (* 1975), deutscher Behindertensportler
- Kolitz, Louis (1845–1914), deutscher Maler
- Kolitz, Zvi (1912–2002), jüdischer Schriftsteller und Journalist
- Kolitzus, Helmut (* 1948), deutscher Psychiater und Buchautor

### Koliu
- Kolius, John (* 1951), US-amerikanischer Segler
- Koliusis, Nikolaus (* 1953), österreichischer Fotograf

### Koliv
- Kolivas, Con, australischer Anästhesist und Hobby-Kernelpatch-Programmierer